# Horticultura

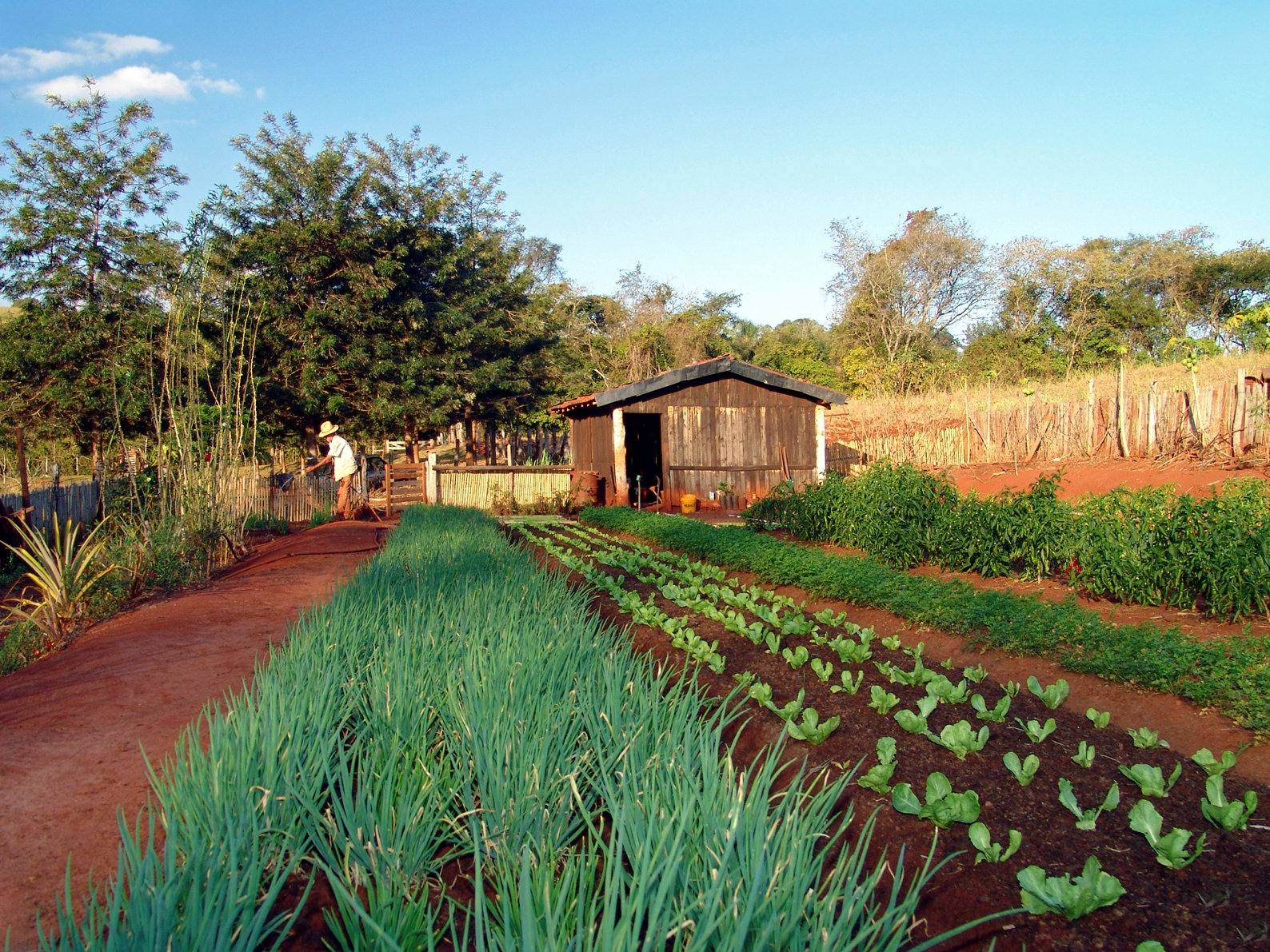
Horta en una menuda propietat rural en Avaré

L'horticultura és la ciència, la tecnologia i els negocis envoltats en producció d'hortalisses amb destinació al consum. L'horticultura és la tècnica del cultiu de plantes que es desenvolupen a horts. El terme prové etimològicament de les paraules llatines hortus (jardí, horta, planta) i cultura ("cultiu") clàssicament significava «cultiu en hortes»; el terme s'aplica fins i tot a la producció comercial moderna.

## Característiques
No obstant això, horticultura és molt més. Els horticultors treballen en la propagació de les plantes, millora de les collites, adobs de les plantacions i enginyeria genètica, bioquímica i fisiologia de la planta i el magatzematge, processat i transport de fruites, baies, fruits secs, verdures, flors, arbres, arbusts i gespa. Els horticultores milloren el rendiment de les collites, la seua qualitat i el seu valor nutricional, la seua resistència als insectes, malalties i als canvis ambientals. S'utilitza la Genètica com una eina fonamental en el desenvolupament de plantes que puguen sintetitzar molècules químiques per a emprar-les en la lluita contra malalties, inclosos els càncers.

## Àrees d'estudi
Segons la Societat Internacional per a les Ciències Hortícoles (ISHS), l'horticultura comprèn cinc àrees d'estudi:
- floricultura (inclou producció i mercadeig de plantes i flors tallades amb fins ornamentals.
- olericultura (inclou producció i mercadeig de les hortalisses, siguen de fulla, arrel, tubèrcul o fruit).
- fruticultura (inclou producció i mercadeig de les fruites).
- Aromàtiques, medicinals i perfumiferes inclou la producció de plantes com lavanda, lemon grass, etc.
- fisiologia post-collita (comprèn el manteniment de la qualitat i prevé la degradació i pèrdua de les collites).

## Indústria
Els horticultors poden treballar per a la indústria, l'Estat, o institucions educatives. són enginyers agrícoles, venedors, propietaris de negocis al detall, treballadors de camp en propagació d'espècies o conreadors especialistes en un determinat grup de plantes (fruita, verdures, ornamentals, i gespa), inspectors de collites, consellers experts en la producció de collites, especialistes en un determinat cultiu, cuidadors de plantes, científics investigadors, i per descomptat professors.
Els cursos d'ensenyament universitari que completen la *Horticultura són : biològiques, botànica, entomologia, químiques, matemàtiques, genètica, fisiologia, estadística, informàtica, i ciència de la comunicació. Els cursos de Botànica i horticultura inclouen: materials de plantes, propagació de plantes, cultiu de teixits vegetals, producció de collites, maneig de les collites, fertilització de les plantes, pol·linització, adobament per a la collita, entomologia, fitopatologia, econòmiques i mercadeig. Algunes especialitats de ciències hortícoles requereixen un "màster" (MS) o graduació post-doctoral (PhD).